# Tom Harald Hagen
Tom Harald Hagen (Grue, 1 de abril de 1978) es un árbitro de fútbol noruego. Es árbitro internacional FIFA desde 2009.

## Biografía
Nacido en Grue, un municipio noruego de la provincia de Hedmark, cercano a la frontera con Suecia. 
Inició su carrera de arbitraje futbolístico en 1994. Realizó su debut en el Eliteserien, en el entonces Tippeligaen de 2006, después de haber arbitrado más de cincuenta partidos de la Primera División de Noruega. Él arbitró la final de 2010 de la Copa de Noruega, entre el Strømsgodset IF y el Follo FK. Además de representar a su equipo profesional, el Grue IL, se desempeña como profesor de arbitraje y fútbol. Es árbitro de la Liga Europa de la UEFA, arbitrando en la Clasificación para la Eurocopa 2012 y en la Clasificación de UEFA para la Copa Mundial de Fútbol de 2014. En octubre de 2011, realizó su primer arbitraje en la Liga de Campeones de la UEFA, entre el A.C. Milan y el BATE Borísov en el Estadio San Siro. Su segundo arbitraje en la Liga de Campeones de la UEFA lo obtuvo al mes siguiente, en el partido entre el FC Basel y el Oțelul Galați en Bucarest. Ese mismo año, fue anunciado como uno de los cuatro árbitros oficiales para la Eurocopa 2012 para los partidos jugados en Polonia y Ucrania.

## Vida personal
En octubre de 2020 y debido a un incidente homofóbico en un partido de fútbol, Hagen salió del armario como gay, convirtiéndose así en el primer árbitro profesional noruego y escandinavo en hacerlo, además del cuarto árbitro del mundo en la historia de este deporte a nivel profesional.